# 圣安蒂莫
圣安蒂莫（義大利語：Sant'Antimo），是意大利那不勒斯省的一个市镇。总面积5平方公里，人口31184人，人口密度6236.8人/平方公里（2009年）。ISTAT代码为063073。